# 日没の歌
『日没の歌』（にちぼつのうた、Songs of Sunset）は、フレデリック・ディーリアスが1906年から1907年にかけて作曲した合唱曲。

## 概要
この曲は1911年に出版されている。元来は『黄昏と悲しみの歌』（Songs of Twilight and Sadness）というタイトルであった。ディーリアスの妻であるイェルカ・ローゼンは、曲の歌詞をドイツ語に翻訳しており「Sonnenuntergangs-Lieder」という題を付けられている。初演が行われたのは1911年6月16日、ロンドンのクイーンズ・ホールであった。この時の演奏会は、ディーリアスを大得意としたトーマス・ビーチャムによるオール・ディーリアス・プログラムであり、作曲者自身も出席していた。独唱者はユリア・クルプとThorpe Bates、合唱はエドワード・メイスン（Edward Mason）合唱団、ビーチャム交響楽団の演奏であった。同夜に演奏された楽曲は、他に『パリ:大都会の歌』と『ダンス・ラプソディ』、『アパラチア』であった。
この初演は、ディーリアスとピーター・ウォーロックの最初の出会いの場ともなった。当時16歳のイートン・カレッジの学生であったウォーロックは、この曲の写譜を目にして実演を聴きたくてたまらなくなっていた。彼が演奏会に赴くためには学校の許可を得る必要があった。ディーリアスはウォーロックよりも約33歳も年長であったが、この出会いをきっかけとして2人の間には生涯にわたって続く友情が芽生えることになる。
「日没の歌」はドイツ、エルバーフェルトの合唱協会に献呈されたが、同団の首席指揮者であったハンス・ハイムはドイツにおけるディーリアスの最大の支持者の1人だった。エルバーフェルトの合唱団がこの曲を最初に演奏したのは1914年のことであった。ハイムは1913年の手紙にこう記している。「この曲は広く一般向けというよりは、むしろ同時に生まれつき退廃的であったり鬱気質であるような、音楽的に孤立した少数の人々向けである。」
ディーリアスの死後、イェルカ作の「Vitae summa」へのピアノ伴奏による歌曲が、彼の書類の中から発見された。これが、「日没の歌」の最初の着想だった可能性が考えられる。
また、ディーリアスはダウスンの詩「Non sum qualis eram bonae sub Regno Cynarae」に対してもバリトン独唱と管弦楽のための楽曲を構想し、一部を作曲していた。しかし、全体的な構成に合わないという理由で採用は見送られた。その後、曲は完成されないまま忘れられることになる。1929年にこれを発見したエリック・フェンビーは、ディーリアスに独立した曲として完成させることを促し、「シナーラ」という曲にまとめられた。

## 演奏時間
約33分

## 楽器編成
メゾソプラノ、バリトン、混声合唱、オーケストラ

## 楽曲構成
歌詞はアーネスト・ダウスンの8つの詩から成り立っている。これらは4つの音からなる接続部で連結され、続けて演奏されるという独特の形式となっている。ディーリアスは、この形式が「人の思考に精神の統合をもたらす」と考えていた。
- No. 1. "A song of the setting sun!" （合唱）
- No. 2. "Cease smiling, Dear!" a little while be sad （メゾソプラノとバリトン）
- No. 3. "Pale amber sunlight falls across" （合唱）
- No. 4. "O Mors!" (Exceeding sorrow consumeth my sad heart!) （メゾソプラノ）
- No. 5. "Exile" (By the sad waters of separation) （バリトン）
- No. 6. "In Spring" (See how the trees and osiers lithe) （合唱）
- No. 7. "I was not sorrowful, I could not weep" （バリトン）
- No. 8. "Vitae summa" (They are not long, the weeping and the laughter) （メゾソプラノ、バリトン、合唱）[8][9]